# Sullana (provincie)
Sullana is een van de acht provincies in de regio Piura in Peru. De provincie heeft een oppervlakte van 5.424 km² en heeft 317.575 inwoners (2015). De hoofdplaats van de provincie is het district Sullana; twee van de acht districten vormen samen de stad  (ciudad) Sullana.
De provincie grenst in het noorden aan de regio Tumbes, in het oosten aan Ecuador en de provincie Ayabaca, in het zuiden aan de provincie Piura en in het westen aan de provincies Paita en Talara.

## Bestuurlijke indeling
De provincie Sullana is onderverdeeld in acht districten, UBIGEO tussen haakjes:
- (200602) Bellavista, deel van de stad (ciudad) Sullana
- (200603) Ignacio Escudero
- (200604) Lancones
- (200605) Marcavelica
- (200606) Miguel Checa
- (200607) Querecotillo
- (200608) Salitral
- (200601) Sullana, hoofdplaats van de provincie en deel van de stad (ciudad) Sullana

Ayabaca · Huancabamba · Morropón · Paita · Piura · Sechura · Sullana · Talara